# Vevo
Vevo LLC, ou apenas Vevo (anteriormente estilizada como VEVO), foi um serviço multinacional de hospedagem de vídeos. Hoje hospedam seu conteúdo somente no YouTube. Anteriormente era um site de vídeos musicais e entretenimento. É uma joint venture entre as empresas Universal Music Group, Sony Music Group, Warner Music Group e a Abu Dhabi Media. Também apresenta conteúdo de outras gravadoras como a EMI (subsidiária da Universal Music) e da Disney Music Group e também de redes de TV estadunidense como a CBS. Todo conteúdo da Vevo é hospedado no YouTube, que é licenciado.
Foi anunciado na página de notícias da Vevo que eles estariam descontinuando todas as plataformas operadas por eles, aplicativos e o próprio site de vídeos para focar somente em conteúdos originais para o YouTube.

## História
O canal oficial Vevo no YouTube existe desde 2006 embora fosse completamente desconhecido durante seu desenvolvimento e ainda não havia sido vendido para as gravadoras globais que sempre foram os alvos para o crescimento do projeto e o sucesso mundial. A primeira a comprar o serviço foi a UMG criando o canal para o seus artistas exatamente no dia 11 de maio de 2009. Depois da SME e a EMI entrarem no projeto, o serviço finalmente foi disponibilizado oficialmente em 8 de dezembro de 2009, sendo que após esta data, todos os vídeos carregados no YouTube pelos usuários sem a permissão devida são censurados e/ou excluídos. No portal, além de vídeos, é possível comprar ingressos para concertos dos artistas das gravadoras.
Uma das razões citadas para o lançamento do Vevo é a competição que vídeos musicais apresentam dentro do YouTube.
Em 2014, alguns artistas como David Guetta, Kylie Minogue e a banda Coldplay tiveram que deixar o serviço por causa da falência da EMI Music. A maioria das gravadoras foram vendidas para Universal, mas a Parlophone foi vendida para Warner Music que não integra o site. A partir daquele momento, novos videos de seus artistas não seriam mais integrados no Vevo incluindo os listado em cima, e os canais Vevo deles no YouTube, agora estão estilizados como um canal Warner, com o nome como "vevo" deixando de integrar o canal. Ex: davidguettavevo antes, agora visto como David Guetta. KylieVEVO antes, agora visto com Kylie, e ColdplayVEVO agora é Coldplay Official. Apesar disso, o link dos canais continua o mesmo. (ex.: youtube.com/ColdplayVEVO).
No Brasil, o site foi lançado em 14 de agosto de 2012, sendo o sétimo país do mundo a receber o serviço e o primeiro cuja língua não é inglesa.
A plataforma foi lançada em seis países europeus e latino-americanos em 2012. Vevo lançou na África do Sul em outubro de 2012, tornando-se o primeiro país da África a ter o serviço. Vevo foi lançado em Espanha, Itália e França em 15 de novembro de 2012.
A Warner Music Group anunciou em seu site no dia 2 de agosto de 2016 que firmou uma parceria com a Vevo após anos de resistência. Os vídeos dos artistas da WMG estarão disponíveis brevemente no catálogo da Vevo.
Vevo também estava disponível para uma variedade de plataformas, incluindo o iPhone, Android, Windows Phone, o Google TV, Boxee, Roku e Xbox 360.

## Serviço
O serviço foi especialmente criado para combater a pirataria virtual e permitir que o conteúdo sob concessão destas empresas pudesse ser hospedado no Youtube, fazendo com que o mesmo bloqueasse todo o conteúdo sob o protocolo HTTP 403 para navegadores de internet não oficiais. O serviço tem crescido no Brasil em ritmo acelerado, sendo destaque no ano de 2014.

### Conteúdo original
A Vevo produz e/ou apresenta vários eventos como shows, entrevistas e premiações musicais, são os chamados "Vevo Originals" pelo próprio. Os eventos oficiais transmitidos pela Vevo são:
| - Vevo Lift - Vevo Certified - Vevo Presents - Vevo GO: Shows - Vevo Live - Vevo Stylized - Vevo Sound City - Vevo Cover Stories - Vevo Tour Exposed - Vevo You Play Like A Girl - Vevo Detected - Vevo Hot This Week | - Vevo Halloween - Lyric Lines - The GRAMMYs - CBS: Live on Letterman - Aol Music Sessions - Vevo A.K.A. - Vevo Guess the Video - Interview With - CD:USA e CD:UK - Capitol Studios Concert - Fuse e vários outros não listados. |

### Vevo Lift
Em janeiro de 2011, foi lançado o "Vevo Lift", uma plataforma do site que tinha como objetivo divulgar artistas iniciantes. A cantora britânica Jessie J foi a primeira a participar do projeto. Outros artistas que participaram do Vevo Lift são One Direction, 5 Seconds of Summer, Fifth Harmony, Sam Smith, Iggy Azalea, Rita Ora, Avicii, entre outros.

### Certificado

Vevo

Em junho de 2012, foi criado o "Vevo Certified" para os vídeos que ultrapassavam 100 milhões de visualizações. A cada edição, um artista diferente faz uma série de entrevistas com o Vevo, sendo que artistas como Alicia Keys, Ariana Grande, Avril Lavigne, Beyoncé, Britney Spears, Carly Rae Jepsen, Chris Brown, Christina Aguilera, Daddy Yankee, David Guetta, Demi Lovato, Ellie Goulding, Eminem, Iggy Azalea, Jennifer Lopez, Jessie J, Justin Timberlake, Katy Perry, Kelly Clarkson, Lady Gaga, Lana Del Rey, LMFAO, Lorde, Madonna, Maroon 5, Miley Cyrus, Nicki Minaj, One Direction, Pitbull, Selena Gomez, Shakira, Usher, Taylor Swift, entre outros, já participaram do projeto. Michael Jackson e Britney Spears são os únicos artistas a ter vídeos feitos em três décadas diferentes que ganharam o certificado. Shakira é a única artista a ter vídeos feitos em quatro décadas diferentes que ganharam o certificado e também é a cantora com mais certificados da história, 45 no total.

### Recorde de visualizações em 24 horas
| Posição                          | Videoclipe                 | Artista(s)                                           | Visualizações (em 24 horas) | Superado após | Lançado em             | Ref.   |
| -------------------------------- | -------------------------- | ---------------------------------------------------- | --------------------------- | ------------- | ---------------------- | ------ |
| 1.                               | "ME!"                      | Taylor Swift com Brendon Urie do Panic! at the Disco | 65.2 milhões                | –             | 26 de abril de 2019    | [ 15 ] |
| 2.                               | "Thank U, Next"            | Ariana Grande                                        | 55.4 milhões                | 148 dias      | 30 de novembro de 2018 | [ 16 ] |
| 3.                               | "Look What You Made Me Do" | Taylor Swift                                         | 43.2 milhões                | 460 dias      | 27 de agosto de 2017   | [ 17 ] |
| 4.                               | "Hello"                    | Adele                                                | 27.7 milhões                | 674 dias      | 23 de outubro de 2015  | [ 18 ] |
| 5.                               | "Bad Blood"                | Taylor Swift com Kendrick Lamar                      | 20.1 milhões                | 158 dias      | 17 de maio de 2015     | [ 19 ] |
| 6.                               | "Anaconda"                 | Nicki Minaj                                          | 19.6 milhões                | 271 dias      | 4 de agosto de 2014    | [ 20 ] |
| 7.                               | "Wrecking Ball"            | Miley Cyrus                                          | 19.3 milhões                | 344 dias      | 9 de setembro de 2013  | [ 21 ] |
| 8.                               | "We Can't Stop"            | Miley Cyrus                                          | 10.7 milhões                | 33 dias       | 19 de junho de 2013    | [ 22 ] |
| 9.                               | "Beauty and a Beat"        | Justin Bieber com Nicki Minaj                        | 10.6 milhões                | 250 dias      | 12 de outubro de 2012  | [ 22 ] |
| 10.                              | "Live While We're Young"   | One Direction                                        | 8.3 milhões                 | 22 dias       | 20 de setembro de 2012 | [ 22 ] |
| 11.                              | "Boyfriend"                | Justin Bieber                                        | 8.0 milhões                 | 140 dias      | 3 de maio de 2012      | [ 23 ] |
| 12.                              | "Where Have You Been"      | Rihanna                                              | 4.9 milhões                 | 3 dias        | 30 de abril de 2012    | [ 24 ] |
| 13                               | "Stupid Hoe"               | Nicki Minaj                                          | 4.8 milhões                 | 74 dias       | 20 de janeiro de 2012  |        |
| A partir de 3 de janeiro de 2019 |                            |                                                      |                             |               |                        |        |

### Artistas com o maior número de vídeos certificados pela Vevo
| Posição                         | Artista             | Vídeos Certificados | Ref.   |
| ------------------------------- | ------------------- | ------------------- | ------ |
| 1.                              | Shakira             | 45                  | [ 25 ] |
| 2.                              | Taylor Swift        | 34                  | [ 26 ] |
| 3.                              | Rihanna             | 32                  | [ 27 ] |
| 4.                              | Eminem              | 31                  | [ 28 ] |
| 5.                              | Beyoncé             | 30                  | [ 29 ] |
| 6.                              | Maroon 5            | 28                  | [ 30 ] |
| 7.                              | Chris Brown         | 27                  | [ 31 ] |
| 7.                              | Justin Bieber       | 27                  | [ 32 ] |
| 9.                              | Enrique Iglesias    | 25                  | [ 33 ] |
| 10.                             | Ariana Grande       | 24                  | [ 34 ] |
| 10.                             | Selena Gomez        | 24                  | [ 35 ] |
| 12.                             | Katy Perry          | 23                  | [ 36 ] |
| 12.                             | Maluma              | 23                  | [ 37 ] |
| 14.                             | Jennifer Lopez      | 22                  | [ 38 ] |
| 14.                             | Nicki Minaj         | 22                  | [ 39 ] |
| 16.                             | Britney Spears      | 21                  | [ 40 ] |
| 16.                             | J Balvin            | 21                  | [ 41 ] |
| 18.                             | Calvin Harris       | 20                  | [ 42 ] |
| 18.                             | Lady Gaga           | 20                  | [ 43 ] |
| 18.                             | Michael Jackson     | 20                  | [ 44 ] |
| 21.                             | Romeo Santos        | 19                  | [ 45 ] |
| 22.                             | One Direction       | 17                  | [ 46 ] |
| 23.                             | Little Mix          | 16                  | [ 47 ] |
| 23.                             | The Weeknd          | 16                  | [ 48 ] |
| 25.                             | P!nk                | 15                  | [ 49 ] |
| 25.                             | Pitbull             | 15                  | [ 50 ] |
| 27.                             | Avicii              | 14                  | [ 51 ] |
| 27.                             | Avril Lavigne       | 14                  | [ 52 ] |
| 27.                             | The Chainsmokers    | 14                  | [ 53 ] |
| 27.                             | Imagine Dragons     | 14                  | [ 54 ] |
| 31.                             | The Black Eyed Peas | 13                  | [ 55 ] |
| 31.                             | Demi Lovato         | 13                  | [ 56 ] |
| 31.                             | Drake               | 13                  | [ 57 ] |
| 31.                             | Sia                 | 13                  | [ 58 ] |
| 35.                             | Ha-Ash              | 12                  | [ 59 ] |
| 35.                             | Miley Cyrus         | 12                  | [ 60 ] |
| 37.                             | 50 Cent             | 11                  | [ 61 ] |
| 37.                             | AC/DC               | 11                  | [ 62 ] |
| 37.                             | Adele               | 11                  | [ 63 ] |
| 37.                             | CNCO                | 11                  | [ 64 ] |
| 37.                             | Mariah Carey        | 11                  | [ 65 ] |
| 37.                             | Wisin & Yandel      | 11                  | [ 66 ] |
| 43.                             | Chayanne            | 10                  | [ 67 ] |
| 43.                             | Justin Timberlake   | 10                  | [ 68 ] |
| 43.                             | Lana Del Rey        | 10                  | [ 69 ] |
| 43.                             | Sam Smith           | 10                  | [ 70 ] |
| 43.                             | Shawn Mendes        | 10                  | [ 69 ] |
| 43.                             | Usher               | 10                  | [ 71 ] |
| A partir de 17 de março de 2020 |                     |                     |        |